# پاول فرینتا
پاول فرینتا (انگلیسی: Pavel Frinta؛ زادهٔ ۱۳ اوت ۱۹۶۹) کشتی‌گیر اهل جمهوری چک بود. وی در بازی‌های المپیک تابستانی ۱۹۸۸، ۱۹۹۲ و ۱۹۹۶ شرکت کرده است.